# Lichtensteiniana punctulata
Lichtensteiniana punctulata is een vlinder uit de familie van de Houtboorders (Cossidae). De wetenschappelijke naam van de soort is voor het eerst in 1856 gepubliceerd door Francis Walker.
De soort komt voor in Zuid-Afrika.